# Европско првенство у ватерполу 2006.
Европско првенство у ватерполу 2006. је 27. Европско првенство, одржано у Београду, Србија од 1. септембра до 10. септембра 2006. године. Такмичење је одржано у организацији ЛЕНа и Шпанске пливачке федерације.

## Квалификације
Квалификације за Европско првенство у ватерполу за мушкарце 2006. године подељене су на три такмичарске групе у различитим државама домаћинима како би се одредило последњих шест такмичарских тимова. Квалификациони турнир у све три групе одржан је од 7. до 9. априла 2006. године.
У Крању су се такмичили тимови групе А - Француска, Словенија, Словачка и Малта. Група Б коју су чиниле Грчка, Холандија, Пољска и Молдавија играле су у Ајндховену, док се такмичење у групи Ц одржало у италијанској Империји. Италијани су играли заједно са Белорусијом, Италијом, Румунијом и Турском.

### Учесници
Поред домаћина Србије, директан пласман освојиле су и репрезентације Хрватске, Шпаније, Немачке и Русије. Кроз квалификационе турнире на такмичење у Београд пласирале су се и Италија, Грчка, Словенија, Словачка, Холандија, Румунија.

## Формат такмичења
На првенству је учествовало 12 репрезентација подељених у две групе, у којима су играло по једноструком лига систему (свако са сваким једну утакмицу). Победници група су директно ушли у полуфинале, а другопласиране и трећепласиране екипе су играле четвртфинале. Парови су били А2:Б3 и А3:Б2. 
Остале утакмице за пласман су се играле како што су последњи из група играли за 11. место, а четвртопласирани и петопласирани су играли утакмице за пласман од 5 до 7 места. Парови су били А4:Б5 и А5:Б4. Поражени су играли за седмо место а победници за пето.

## Базен
Београд као домаћин Европског првенства одлучио је да се утакмице играју на Ташмајдану.
- Отворени базен СРЦ Ташмајдан

## Групна фаза такмичења
Група А
|    |           | И | Д | Н | И | ДГ | ПГ | ГР  | Бод. |
| -- | --------- | - | - | - | - | -- | -- | --- | ---- |
| 1. | Србија    | 5 | 5 | 0 | 0 | 78 | 34 | +44 | 15   |
| 2. | Шпанија   | 5 | 3 | 0 | 2 | 59 | 54 | +5  | 9    |
| 3. | Румунија  | 5 | 2 | 1 | 2 | 41 | 48 | -7  | 7    |
| 4. | Русија    | 5 | 2 | 0 | 3 | 49 | 53 | -4  | 6    |
| 5. | Холандија | 5 | 1 | 2 | 2 | 46 | 58 | -12 | 5    |
| 6. | Словачка  | 5 | 0 | 1 | 4 | 36 | 62 | -26 | 1    |

Група Б
|    |           | И | Д | Н | И | ДГ | ПГ | ГР  | Бод. |
| -- | --------- | - | - | - | - | -- | -- | --- | ---- |
| 1. | Мађарска  | 5 | 5 | 0 | 0 | 82 | 41 | +41 | 15   |
| 2. | Италија   | 5 | 3 | 0 | 2 | 57 | 50 | +7  | 9    |
| 3. | Грчка     | 5 | 2 | 1 | 2 | 59 | 48 | +11 | 7    |
| 4. | Немачка   | 5 | 2 | 1 | 2 | 52 | 54 | -2  | 7    |
| 5. | Хрватска  | 5 | 1 | 2 | 2 | 57 | 52 | +5  | 5    |
| 6. | Словенија | 5 | 0 | 0 | 5 | 33 | 95 | -62 | 0    |

Првенство је освојила Србија, која је у финалу победила репрезентацију Мађарске резултатом 9:8.

## Коначан пласман
| Место  | Репрезентација |
| ------ | -------------- |
| Злато  | Србија         |
| Сребро | Мађарска       |
| Бронза | Шпанија        |
| 4.     | Румунија       |
| 5.     | Италија        |
| 6.     | Грчка          |
| 7.     | Хрватска       |
| 8.     | Немачка        |
| 9.     | Русија         |
| 10.    | Холандија      |
| 11.    | Словачка       |
| 12.    | Словенија      |

## Освајачи медаља
| | | |
| Србија Денис Шефик · Петар Трбојевић · Живко Гоцић · Вања Удовичић · Дејан Савић · Данило Икодиновић · Слободан Никић · Филип Филиповић · Александар Ћирић · Александар Шапић · Владимир Вујасиновић · Бранко Пековић · Слободан Соро · Душко Пијетловић · Андрија Прлаиновић · селектор Дејан Удовичић- | Мађарска Золтан Сзеци · Даниел Варга · Норберт Мадараш · Адам Стеинмец · Тамаш Кашаш · Мартон Сзивос · Гергељи Киш · Норберт Хошњански · Сандро Сукно · Иван Крапић · Рајмунд Фодор · Денеш Варга · Габор Киш · Тамаш Молнар · Петар Бирош · Миклос Гор-Наги · Габор Јасзберњи · селектор Денеш Камењи | Шпанија Инаки Агилар · Марио Гарсија · Давид Мартин · Рикардо Пероне · Гиљермо Молина · Серђио Мора · Оскар Реј · Хосе Родригез · Хавијер Ваље · Фелипе Пероне · Иван Перез · Хавијер Гарсија · Ангел Андрео · Марк Мингел · Блаи Маларах · селектор Рафаел Агилар |

## Најбољи стрелци
| Играч            | Број голова |
| ---------------- | ----------- |
| Александар Шапић | 33          |
| Михо Бошковић    | 21          |
| Тамаш Кашаш      | 20          |
| Гиљермо Молина   | 18          |
| Георгијус Носкас | 18          |

Укупно постигнутих голова: 915

## Спољашњи извори
- ЛЕН Архива сајта
- Спортска статистика - Европско првенство за ватерполисте 2006